# Andover (Ohio)

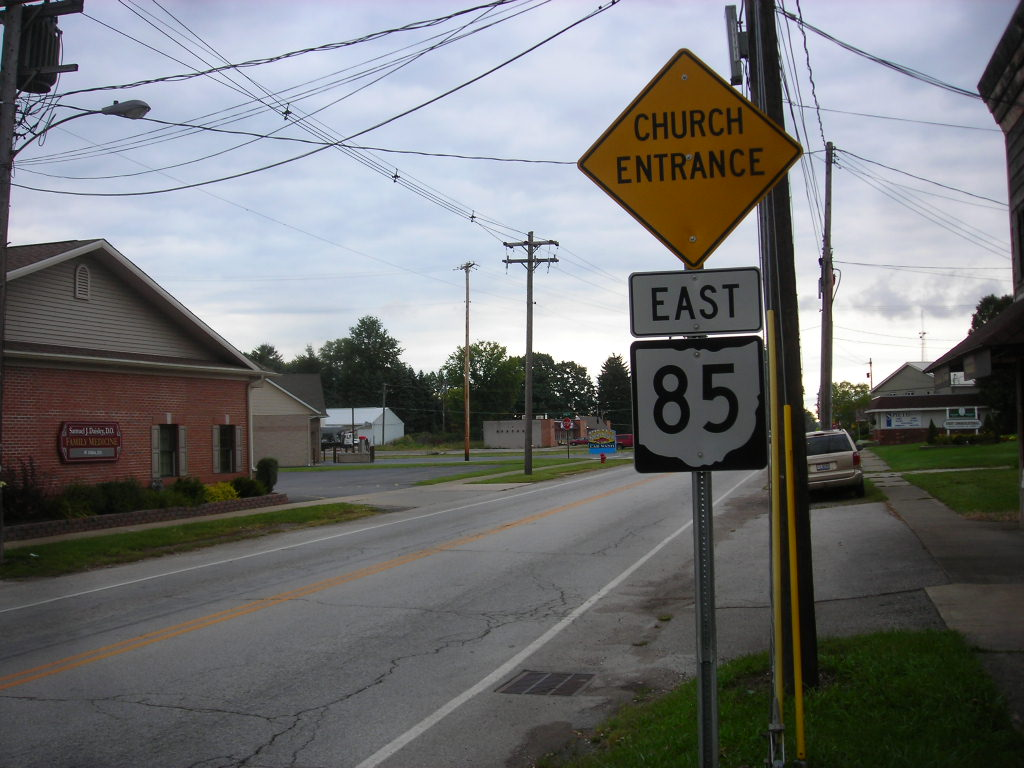
Główna ulica

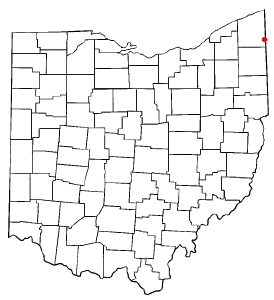
Andover na planie stanu Ohio

Andover – wieś w USA, Hrabstwo Ashtabula w stanie Ohio. Miejscowość z pocztą pod nazwą Sharon została założona w roku 1815. Nazwa miejscowości została zmieniona na Andover   w roku 1826.
W roku 2010, 22,9% mieszkańców było w wieku poniżej 18 lat, 7,2% było w wieku od 18 do 24 lat, 20,8% miało od 25 do 44 lat, 27,7% miało od 45 do 64, a 21,4% było w wieku 65 lat lub starszych. We wsi było 45,4% mężczyzn i 54,6% kobiet.
Liczba mieszkańców w 2010 roku wynosiła 1 145.
W Andover ochotniczą straż pożarną utworzono w roku 1900, a w roku 1890 w Andover miał miejsce pierwszy duży pożar.
W okolicy Andover znajduje się sztuczny zbiornik wodny Pymatuning Lake, będący częścią Pymatuning Reservoir nad którym przebywa nawet do 30 tys. wczasowiczów w sezonie.  

## Znani mieszkańcy
- Maxwell Anderson (1888-1959), amerykański pisarz, poeta, dziennikarz i autor tekstów[5].